# Pietro Ridolfi (bispo)
Pietro Ridolfi, OFM Conv (falecido a 18 de maio de 1601) foi um prelado católico romano que serviu como bispo de Senigallia (1591–1601) e bispo de Venosa (1587–1591).

## Biografia
Pietro Ridolfi foi ordenado frade na Ordem dos Frades Menores Conventuais. No dia 18 de fevereiro de 1587, foi nomeado bispo de Venosa durante o papado de Sisto V. A 24 de fevereiro de 1587, foi consagrado bispo por Giulio Antonio Santorio, cardeal-sacerdote de San Bartolomeo all'Isola, com Stefano Bonucci, bispo de Arezzo, Annibale Grassi, bispo emérito de Faenza, e Leonard Abel, bispo titular de Sidon servindo como co-consagradores. A 18 de fevereiro de 1591, foi nomeado bispo de Senigallia durante o papado de Gregório XIV. Serviu como bispo de Senigallia até à sua morte a 18 de maio de 1601.

## Sucessão episcopal
Enquanto bispo, foi o principal co-consagrador de:
- Giovanni Battista Bernini, (1587);
- Aníbal Pauli, (1587); e
- Camillo Gualandi, (1588).